# Kiyoshi Yamashita
Pour les articles homonymes, voir Yamashita.
Kiyoshi Yamashita (山下 清, Yamashita Kiyoshi (né Seiji Obashi, 10 mars 1922 – 12 juillet 1971) est un artiste japonais. Il est connu pour ses pérégrinations à travers le Japon, pendant lesquelles il portait un maillot de corps, qui lui a valu le surnom de "Général nu".

## Enfance et formation
Yamashita naît à Asakusa, Tokyo. À l'âge de trois ans, il est victime d'un trouble abdominal aigu qui, bien que ne mettant pas sa vie en danger, lui laisse un léger trouble de la parole et quelques lésions neurologiques. Son père, alcoolique, meurt en 1932, et sa mère l’élève seule.
À l'école primaire, Yamashita est victime de harcèlement et il blesse lors d'une altercation un camarade de classe avec un couteau. Pour cette raison, sa mère décide de le transférer à l'institution Yawata pour handicapés mentaux à Ichikawa, dans la préfecture de Chiba. Son QI fait alors 68. C'est là, dans le cadre de cours d'art et d'histoire de l'art, qu'il commence à expérimenter en utilisant des morceaux de papier déchirés pour créer des images, une technique traditionnellement appelée hari-e. Son talent est reconnu par Yukio Togawa, professeur à l’Université Waseda, qui organise plusieurs expositions d’œuvres d'enfants déficients mentaux, intitulées "Les œuvres des enfants spéciaux", et un catalogue est publié, qui connaît un grand succès. Yamashita reçoit alors les surnoms de "van Gogh japonais" et d' "idiot savant". L'expert en santé mentale Ryuzaburo Shikiba, par ailleurs spécialiste de van Gogh, s’intéresse également à Yamashita, qui devient l'objet de débats animés dans les milieux artistiques sur le rapport entre art et troubles mentaux.
Fatigué de la vie à l'institution, et soucieux d'éviter l'examen physique obligatoire pour le recrutement dans l'armée impériale japonaise, Yamashita s'enfuit en 1940 pour commencer ses errances à travers le Japon, qui dureront jusqu'en 1954.
À l'âge de 21 ans, le personnel de l'institution le retrouve en train d'aider dans un restaurant et le force à passer le concours de recrutement. Finalement, il est exempté de service. Les événements de cette époque sont consignés dans son "Journal d'errance" de 1956, et l'image la plus populaire de Yamashita voyageant seul à travers le pays avec son sac à dos provient de cette période.

## Œuvre
Yamashita utilise la technique chigiri-e consistant à coller ensemble des morceaux déchirés de papier de couleur pour représenter le paysage qu'il a vu lors de ses voyages, et certaines de ses œuvres les plus célèbres telles que Nagaoka no hanabi et Sakurajima ont été réalisées de cette manière. Possédant une mémoire eidétique, Yamashita recrée généralement la scène entière de mémoire lorsqu'il retourne dans son institution ou chez lui. Pour cette raison, Yamashita est souvent considéré comme un exemple de syndrome du savant, mais des savants pensent qu'il était une personne Asperger.
Dans la période d'après-guerre, il devient connu sous le surnom de " Van Gogh japonais" ou de "Général nu" (en raison de son habitude de porter un maillot de corps sans manches lors de ses voyages). En 1956, une exposition Kiyoshi Yamashita  se tient au magasin Daimaru à Tokyo et fait le tour du pays, s'arrêtant dans 130 endroits au Japon et attirant plus de 500 000 visiteurs. En juin 1961, Yamashita et Shikiba se lancent dans une tournée de 40 jours en Europe. Il représente les nombreux lieux et monuments célèbres qu'il a vus lors de ce voyage.

## Décès
Yamashita meurt d'une hémorragie intracérébrale à l'âge de 49 ans.

## Renommée
Son travail est toujours très apprécié dans tout le Japon et fait l'objet de fréquentes expositions. Sa vie a été dépeinte dans un long drame télévisé japonais, Hadaka no Taishō Hōrōki (裸の大将放浪記, Mémoires errantes du général nu), de 1980 à 1997.